# Randle Chowning
Randle Chowning (Mountain View, 4 aprile 1950) è un cantante e chitarrista statunitense noto per aver militato negli Ozark Mountain Daredevils.

## Biografia
Nel 1971 Chowning mise insieme diversi  musicisti locali con l'intento di formare un nuovo gruppo. In seguito sarebbero stati conosciuti come The Ozark Mountain Daredevils.
Successivamente, cantò il primo successo della band "If You Wanna Get To Heaven" che fu pubblicato sul primo album della band, The Ozark Mountain Daredevils.. I Daredevils continuano ad esibirsi con due dei membri originali, Michael Granda e John Dillon; tuttavia Chowning non si esibisce più in concerto con la band.

## Discografia

### Solista
- 2007 - Nashville Years
- 2015 - Bottle Three
- 2016 - dancing on Cowbets
- 2022 - Venus Woo Doo

### Con gli Ozark Mountain Daredevils
- 1973 - The Ozark Mountain Daredevils
- 1974 - It'll Shine When It Shines
- 1975 - The Car Over the Lake Album
- 1976 - Men from Earth

### Con i Manassas
- 2000 - The Best of MusiKLaden